# وندی نایت
وندی نایت (انگلیسی: Wendi Knight؛ زاده ۲۳ آوریل ۱۹۷۵) بازیگر پورنوگرافی اهل ایالات متحده آمریکا است.